# وحوش كولولا
وحوش كولولا أو جداجد وحوش كولولا (الاسم العلمي: Cooloola)، فصيلة حشرات من رتبة مستقيمات الأجنحة وفيلق جداجد أورشاليم.
هُناك أربعة أنواع معروفة من هذه الفصيلة، وكلها مستوطنة في ولاية كوينزلاند، أستراليا.سُميت باكولولا بسبب اكتشاف أكثر أعضاء الفصيلة شهرةً، وحش كولولا (Cooloola propator)، في منتزه كولولا الوطني.